# Ван Дале, Йозеф
Йозеф Ван Дале (нидерл. Joseph Van Daele; 16 декабря 1889, коммуна Ватрело, департамент Нор, Франция — 14 февраля 1948,  Амьен, Франция) — бельгийский профессиональный шоссейный велогонщик в 1912—1926 годах. Чемпион Бельгии в групповой гонке (1913). Победитель классической однодневной велогонки Льеж — Бастонь — Льеж (1911).

## Достижения
1910
2-й Тур Бельгии (любители)
10-й Париж — Рубе
1911
1-й Льеж — Бастонь — Льеж
1912
8-й Париж — Рубе
9-й Париж — Брюссель
1913
1-й  Чемпион Бельгии — Групповая гонка
2-й Тур Фландрии 
6-й Париж — Рубе
9-й Тур де Франс — Генеральная классификация
1914
2-й Чемпионат Бельгии — Групповая гонка
3-й Париж — Брюссель
1919
2-й Чемпионат Бельгии — Групповая гонка
4-й Париж — Брюссель
8-й Тур де Франс — Генеральная классификация
1920
5-й Париж — Брюссель
9-й Париж — Тур
10-й Тур де Франс — Генеральная классификация
1921
1-й — Этап 1 Тур Бельгии
1922
4-й Париж — Тур
1923
9-й Тур Бельгии — Генеральная классификация

## Статистика выступлений

### Гранд-туры
| Гранд-тур      | 1912 | 1913 | 1914 | 1915 | 1916 | 1917 | 1918 | 1919 | 1920 | 1921 | 1922 | 1923 |
| -------------- | ---- | ---- | ---- | ---- | ---- | ---- | ---- | ---- | ---- | ---- | ---- | ---- |
| Джиро д’Италия | —    | —    | —    | НП   | НП   | НП   | НП   | —    | —    | —    | —    | —    |
| Тур де Франс   | НФ   | 9    | —    | НП   | НП   | НП   | НП   | 8    | 10   | —    | НФ   | НФ   |

| —  | Не участвовал                                     |
| НП | Соревнование не проводилось: Первая мировая война |
| НФ | Не финишировал                                    |